# Capone-N-Noreaga
Capone-N-Noreaga (C-N-N) ist ein US-amerikanisches Hip-Hop-Duo, bestehend aus Capone (Kiam Holley) und Noreaga (Victor Santiago).

## Geschichte
Holley alias Capone und Santiago alias Noreaga lernten sich 1992 im Gefängnis kennen. Nachdem sie aus der Haft entlassen worden waren, gründeten sie Capone-N-Noreaga. 1997 erschien ihr Debütalbum The War Report, ein Klassiker des Eastcoast-Hip-Hop. Während dieser Zeit befand sich Capone wiederholt in Haft. 1999, nachdem Capone aus dem Gefängnis gekommen war, nahmen sie das Album The Reunion bei Tommy Boy Records auf. Teilweise entstand das Album, als Capone noch im Gefängnis war. So erzählt der Song Phonetime vom Leben der beiden während Capones Haft. 2001 wechselte das Duo zu Def Jam Records, sie mussten aber ihre Namensrechte dafür an Tommy Boy abtreten. So nennt sich Capone-N-Noreaga seitdem C-N-N. Ihr drittes Album wurde 2003 unter dem Namen What up 2 Da Hood veröffentlicht.
Nach einem Auftritt bei Hot 97 wurde die Crew vor dem Gebäude des New Yorker Radio-Senders angeschossen. Es folgten einige Prozesse, die dazu führten, dass Lil’ Kim 2005 wegen Falschaussage für ein Jahr ins Gefängnis musste. 2005 Brachte Capone sein erstes Soloalbum Pain, Time & Glory raus. Im selben Jahr löste Def Jam den Vertrag mit Capone auf. Bereits am 17. März 2006 erschien unter dem Label Sure Shot Menace 2 Society, das zweite Soloalbum von Capone. Noreagas drittes Soloalbum One Fan a Day wurde nach langer Wartezeit zurückgezogen.
Im Dezember 2006 war auf N.O.R.Es MySpace-Seite zu lesen, dass es eine Reunion von C-N-N geben könne, weil persönliche Probleme zwischen Capone und N.O.R.E ausgeräumt seien.
Im Juni 2011 gab N.O.R.E. via Twitter bekannt, dass sich die Gruppe trenne und er sich nun auf seine Solo-Karriere konzentriere.
2013 folgte die Wiedervereinigung und 2015 erschien das fünfte Studioalbum Lessons.

## Diskografie

### Studioalben
| Jahr | Titel                            | Höchstplatzierung, Gesamtwochen, AuszeichnungChartsChartplatzierungen (Jahr, Titel, Platzierungen, Wochen, Auszeichnungen, Anmerkungen) | Anmerkungen                             |
| Jahr | Titel                            | US | Anmerkungen                             |
| ---- | -------------------------------- | --- | --------------------------------------- |
| 1997 | The War Report                   | US21 (10 Wo.)US | Erstveröffentlichung: 17. Juni 1997     |
| 2000 | The Reunion                      | US31 (14 Wo.)US | Erstveröffentlichung: 21. November 2000 |
| 2009 | Channel 10                       | US136 (1 Wo.)US | Erstveröffentlichung: 17. März 2009     |
| 2010 | The War Report 2: Report the War | US104 (1 Wo.)US | Erstveröffentlichung: 13. Juli 2010     |
| 2015 | Lessons                          | — | Erstveröffentlichung: 24. Juli 2015     |

### Kompilationen
- 2004: The Best of Capone-N-Noreaga: Thugged da F*@# Out

### Mixtapes
- 2008: Back on That Q.U. Shit
- 2010: Camouflage Season